# Hugo Helmig

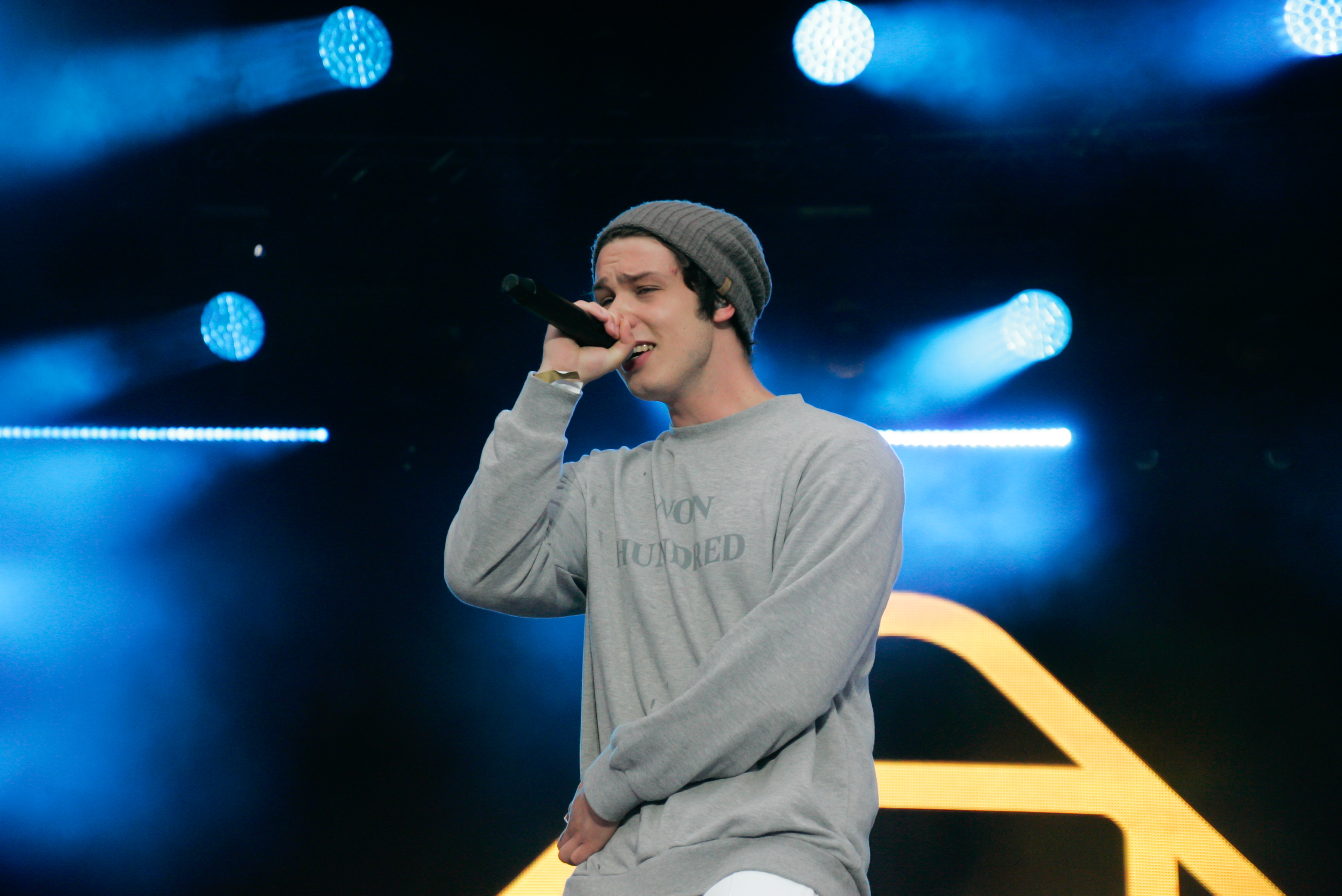
Auf der Kieler Woche 2018

Hugo Helmig (eigentlich: Hugo Helmig Toft Simonsen; * 24. Juli 1998 in Dänemark; † 23. November 2022) war ein dänischer Musiker. Mit seiner Single Please Don’t Lie erreichte er Platz 22 der dänischen Musikcharts.

## Leben
Helmig ist in Aarhus aufgewachsen und hatte drei Geschwister. Er war der Sohn des dänischen Musikers Thomas Helmig und des dänischen Models Renée Simonsen. Schon als Kind wollte er Musiker werden und fing früh mit dem Klavier- und Gitarrespielen an. Mit seiner am 9. Juli 2017 veröffentlichten Single Please Don’t Lie erreichte er die dänischen Musikcharts und bekam von der IFPI Dänemark eine Platin-Schallplatte. Dieser Song wurde im Jahre 2017 am meisten Im dänischen Radio gespielt. Seine Schwester hatte Helmig auf die Idee zu dem Song Please Don’t Lie gebracht: „Meine Schwester, die ich selten sehe, war zum Frühstück da. Und dann guckt sie eine halbe Stunde nur auf Instagram und spricht nicht mit mir! Da meinte ich: Leg' bitte dein Handy weg!“ Im Herbst 2021 gab Helmig bekannt, dass er seine Musikkarriere wegen Angststörungen und Kokainmissbrauch auf unbestimmte Zeit ruhen lasse. Am 23. November 2022 starb Helmig im Alter von 24 Jahren im Beisein seines Vaters im Schlaf, nachdem er einen Suizidversuch wenige Tage zuvor überlebt hatte.

## Diskografie

### Alben
| Jahr | Titel    | Höchstplatzierung, Gesamtwochen, AuszeichnungChartsChartplatzierungen (Jahr, Titel, Platzierungen, Wochen, Auszeichnungen, Anmerkungen) | Anmerkungen                        |
| Jahr | Titel    | DK | Anmerkungen                        |
| ---- | -------- | --- | ---------------------------------- |
| 2019 | Juvenile | DK11 Gold · (4 Wo.)DK | Erstveröffentlichung: 1. März 2019 |

### EPs
| Jahr | Titel        | Höchstplatzierung, Gesamtwochen, AuszeichnungChartsChartplatzierungen (Jahr, Titel, Platzierungen, Wochen, Auszeichnungen, Anmerkungen) | Anmerkungen                         |
| Jahr | Titel        | DK | Anmerkungen                         |
| ---- | ------------ | --- | ----------------------------------- |
| 2018 | Promise      | DK8 (6 Wo.)DK | Erstveröffentlichung: 9. März 2018  |
| 2020 | LULU, Vol. 1 | — | Erstveröffentlichung: 27. März 2020 |

### Singles
| Jahr | Titel Album        | Höchstplatzierung, Gesamtwochen, AuszeichnungChartsChartplatzierungen (Jahr, Titel, Album, Platzierungen, Wochen, Auszeichnungen, Anmerkungen) | Anmerkungen                              |
| Jahr | Titel Album        | DK | Anmerkungen                              |
| ---- | ------------------ | --- | ---------------------------------------- |
| 2017 | Please Don’t Lie – | DK22 ×2Doppelplatin · (14 Wo.)DK | Erstveröffentlichung: 9. Juni 2017       |
| 2018 | Wild –             | DK26 Platin · (3 Wo.)DK | Erstveröffentlichung: 26. September 2018 |

Weitere Singles
- 2019: Young Like This (DK: Gold)
- 2020: Curtains of My Life
- 2020: Sooner or Later
- 2020: Champagne Problems
- 2020: Tell Me to Stay (DK: Gold)
- 2021: Wake Up